# 臭化スズ(IV)
臭化スズ(IV)(Tin(IV) bromide)は、化学式SnBr4の化合物である。無色の低融点金属である 
SnBr4 can be prepared by reaction of the elements at normal temperatures:。
Sn + 2Br2 → SnBr4
水溶液中では、0個から6個の6通りの臭化物リガンド数を持つ6つのイオン(Sn(H2O)64+やSnBr(H2O)53+等)の中で、Sn(H2O)64+が主要なイオン種となっている。塩基性溶液中では、Sn(OH)62-イオンも存在する。
SnBr4は、リガンドと1:1や1:2の錯体を形成する。例えば、トリメチルホスフィンと反応して、SnBr4.P(CH3)3やSnBr4.2P(CH3)3.ができる。
SnBr4は、歪んだ四面体形分子構造のSnBr4分子を単位胞とする単斜晶系に結晶化する。